# Kacper Borowski
Kacper Borowski (Słupsk, 2 maggio 1994) è un cestista polacco.

## Palmarès

### Squadra
- Campionato polacco: 1

W.M. Szczecin: 2022-2023
- Supercoppa polacca: 1

Wilki Morskie Szczecin: 2023

### Individuale
- MVP Supercoppa polacca: 1

Wilki Morskie Szczecin: 2023